# Petlovača
Petlovača (em cirílico: Петловача) é uma vila da Sérvia localizada no município de Šabac, pertencente ao distrito de Mačva, na região de Mačva. A sua população era de 1381 habitantes segundo o censo de 2011.

## Demografia
| 1948  | 1953  | 1961  | 1971  | 1981  | 1991  | 2002  | 2011  |
| ----- | ----- | ----- | ----- | ----- | ----- | ----- | ----- |
| 1 044 | 1 171 | 1 353 | 1 516 | 1 545 | 1 600 | 1 521 | 1 381 |